# Autodrom Internacional do Algarve
Autodrom Internacional do Algarve ili staza Portimão je trkača staza, smještena u mjestu Portimão u Portugalu, te je trenutno domaćin Velike nagrade Portugala u Formuli 1. Nakon što su mnoge utrke Formule 1 2020. bile otkazane zbog pandemije koronavirusa, vodstvo staze Algarve potvrdilo je da se nalaze u pregovorima s Formulom 1 oko mogućnosti održavanja ovogodišnje utrke. Mjesec dana nakon pregovora FIA je službeno objavila da se Formula 1 vraća u Portugal prvi put nakon 1996.

## Vanjske poveznice
Algarve – StatsF1